# 12324 Van Rompaey
12324 Van Rompaey è un asteroide della fascia principale. Scoperto nel 1992, presenta un'orbita caratterizzata da un semiasse maggiore pari a 2,2608138 UA e da un'eccentricità di 0,1409277, inclinata di 2,34458° rispetto all'eclittica.